# 23e régiment d'infanterie vieux-prussien
Pour les articles homonymes, voir 23e régiment.
Le 23e régiment d'infanterie vieux-prussien, est créé en 1713 et dissous en 1806, après la capitulation d'Erfurt et Stettin face à Napoléon Ier.
Le numéro 23 lui est attribué à partir de 1737.

## Historique

### Lieutenants-généraux
Son histoire est intimement liée à celle des lieutenant-généraux Jean de Forcade de Biaix, qui, en tant que commandant historique, lui donna son nom, et son fils, Friedrich Wilhelm Quirin von Forcade.
Jean de Forcade de Biaix commanda le régiment pendant 13 ans, de février 1716 à février 1729.
Son fils le commanda pendant 17 ans, du juillet 1748 à mars 1765.

### Batailles
Pendant la grande guerre du Nord, le régiment s'est battu en Poméranie en 1715 et 1716.
À partir de 1716, sa garnison est établie à Berlin. Ses recrues provenaient du Brandebourg, plus précisément des districts de Niederbarnim, Oberbarnim, Stolpe et Teltow ainsi que des villes de Liebenwalde et Oranienbourg.

#### Guerre de Succession d'Autriche

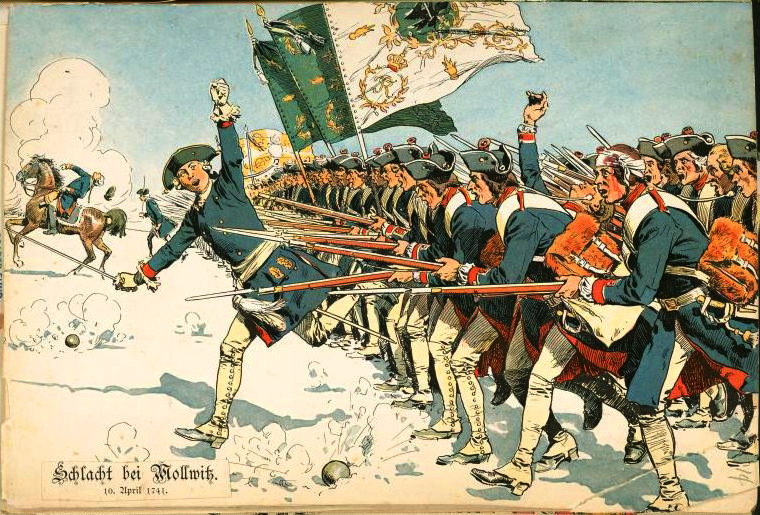
Bataille de Mollwitz 1741
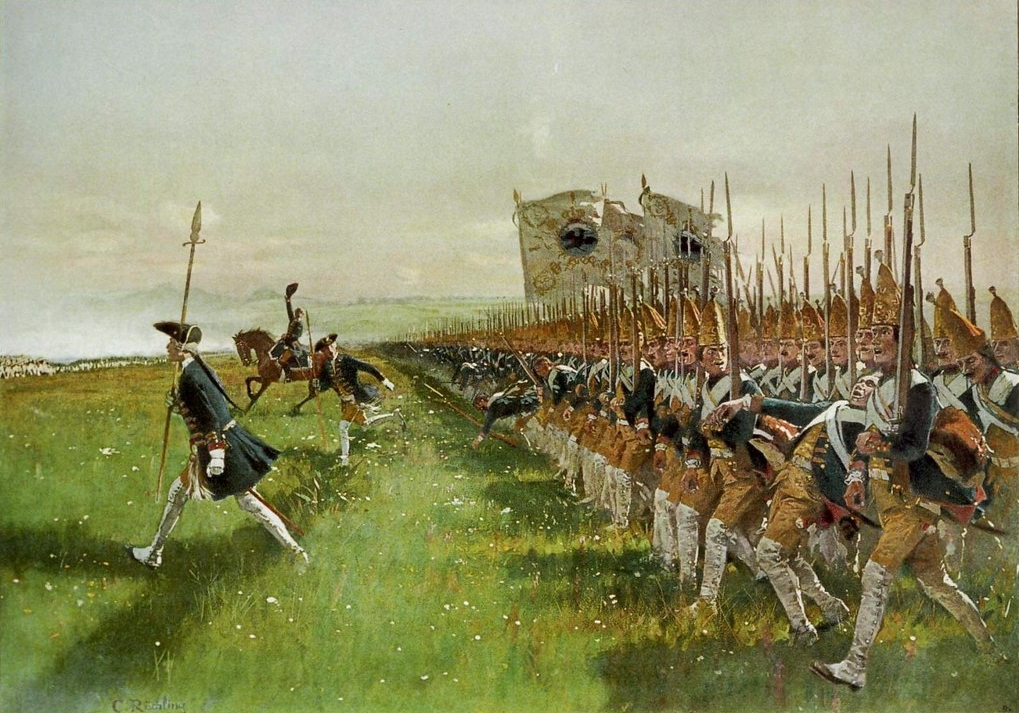
Bataille de Hohenfriedberg 1745

Au début de la guerre de Succession d'Autriche en 1740, le régiment participa à l'invasion de la Silésie. En 1741, il se battit à Grodzisk Wielkopolski et à la bataille de Mollwitz puis, en octobre, pris part au second siège de Nyza. En 1742, il prit part à la campagne de Moravie, et, en 1744, à la campagne de Bohême. Le 4 juin 1745, le régiment participa à la bataille de Hohenfriedberg, et le 30 septembre de la même année, à la bataille de Soor.

#### Guerre de Sept Ans

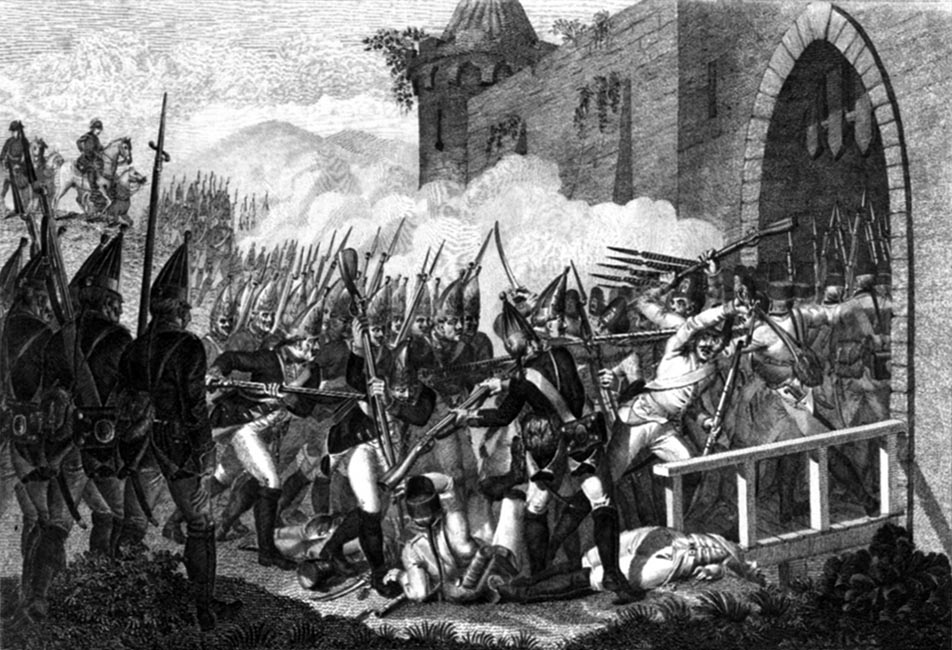
Bataille de Lobositz 1756
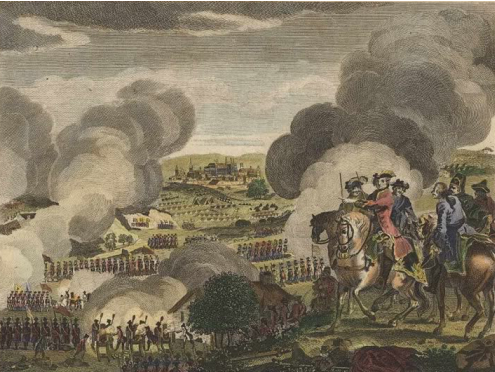
Bataille de Prague 1757
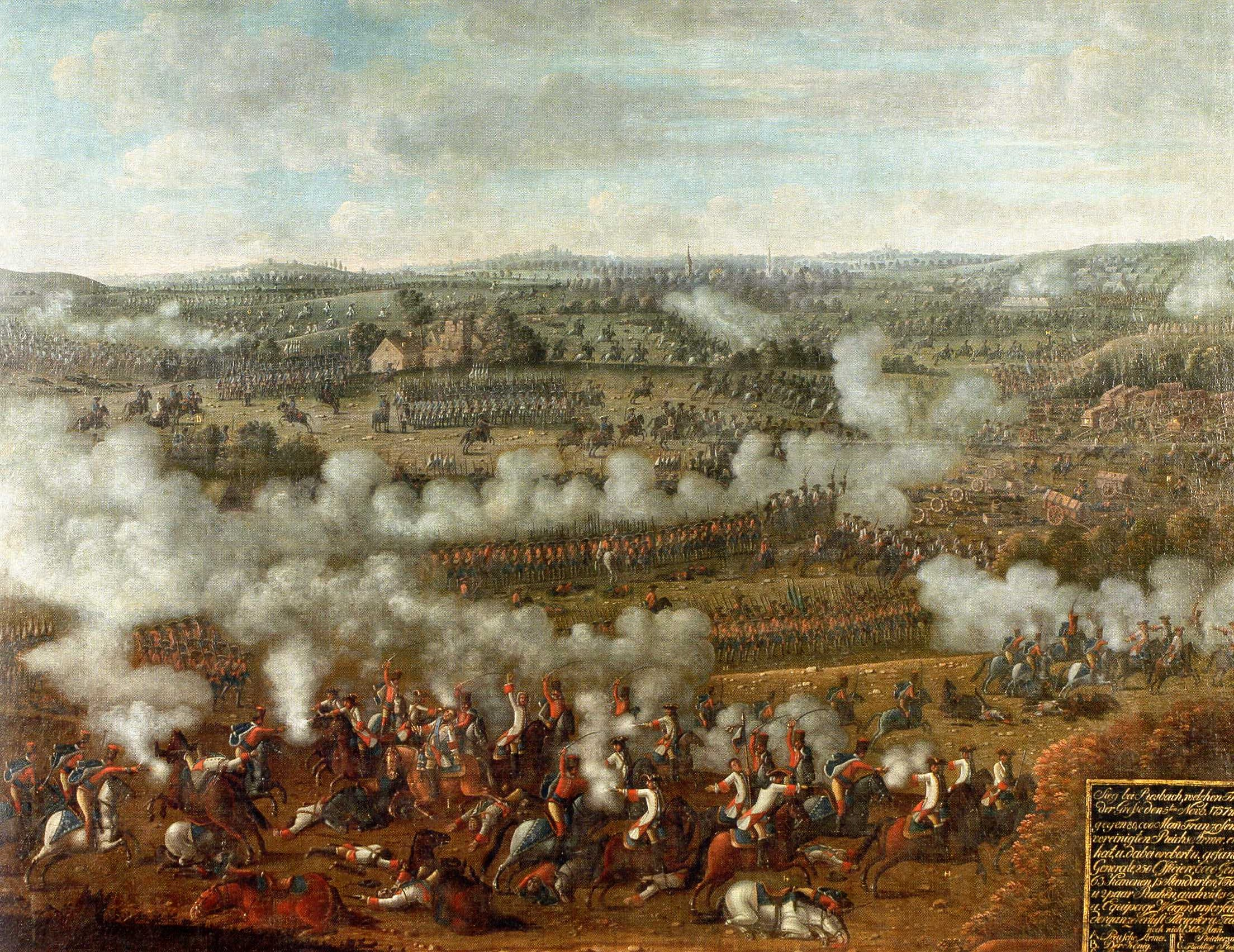
Bataille de Rossbach 1757
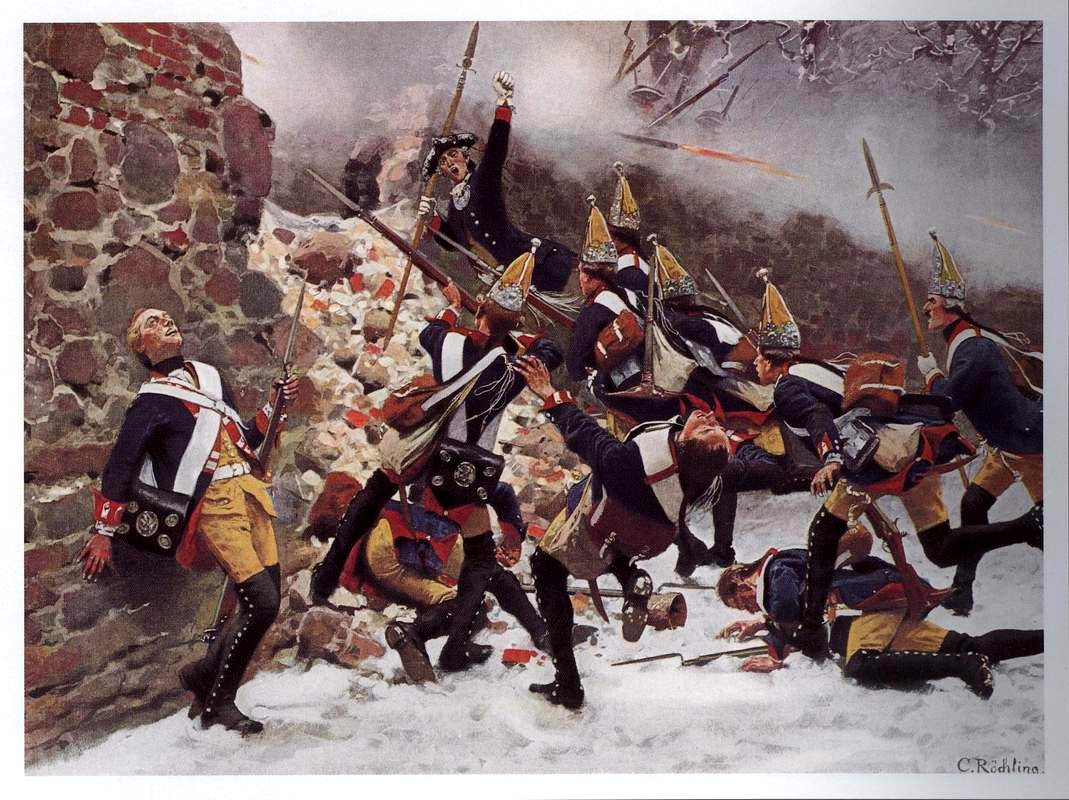
Bataille de Leuthen 1757

Le 26 août 1756, lorsque la Prusse envahit la Saxe, le régiment faisait partie du corps central menée par Frédéric II. Il était plus précisément incorporé au corps de Karl Friedrich Albrecht, Markgrave zu Brandenburg-Schwedt. Cette colonne centrale s'est placée aux alentours de Brietzen et s'avançait le long de l'Elbe vers Torgau et Wittemberg, laissant Meißen sur sa gauche. Après avoir campé le 6 septembre à Rothschönberg, il atteint finalement Wilsdruff. Pendant que la principale armée prussienne s'avançait à la rencontre des Autrichiens à la Bataille de Lobositz (1er octobre), le régiment von Forcade resta aux alentours de Pirna pour y maintenir enfermée l'armée saxonne qui capitula le 17 octobre. 
Au printemps 1757, il prit part à l'invasion de la Bohême, puis participa le 21 avril à la bataille de Reichenberg pendant laquelle il était déployé au centre de la première ligne du duc de Brunswick. Le 6 mai, le régiment participa à la bataille de Prague pendant laquelle il fut déployé sur la première ligne de la brigade de Bevern. Il perdit 22 officiers et 602 hommes de troupe pendant cette bataille à cause des violents combats ayant eu lieu près de Roketnitz.
À la fin du mois d'août, le régiment faisait partie de la petite armée assemblée en hâte à Dresde par Frédéric II pour marcher sur la Thuringe et s'opposer à l’invasion de la Saxe par les Franco Impériaux. Le 5 novembre à la bataille de Rossbach, il est sur la première ligne de l'aile gauche, sous le commandement du Lieutenant général Friedrich Heinrich Ludwig "Prince Henri". Le 5 décembre à la bataille de Leuthen, le régiment est déployé au sein de la brigade de Geist, sur la première ligne d'infanterie, au centre du dispositif, et subit de lourdes pertes.

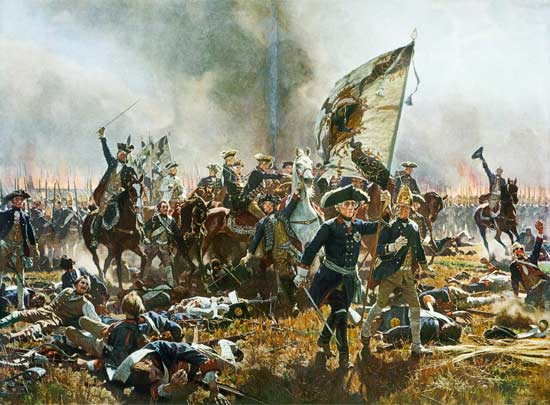
Bataille de Zorndorf 1758
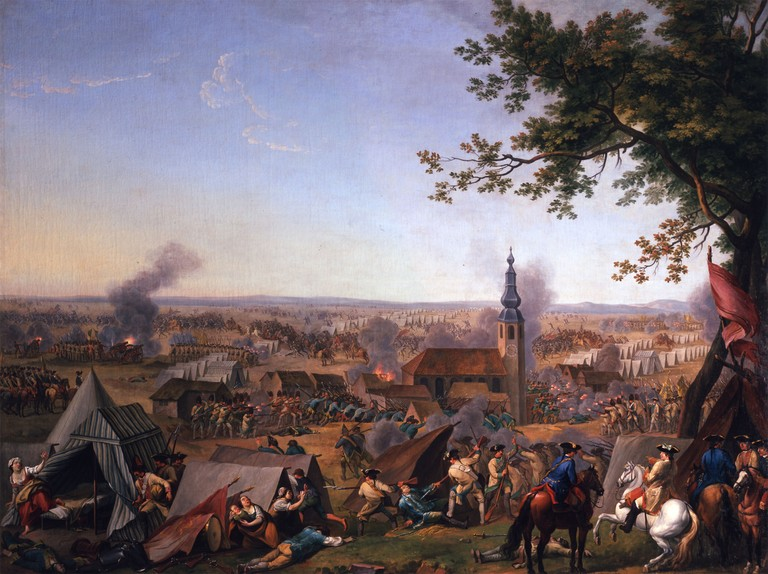
Bataille de Hochkirch 1758
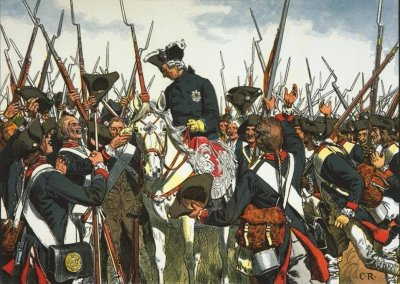
Bataille de Liegnitz 1760

Le 4 août 1758, le régiment escorta le train de bagages jusqu'à Politz à la suite de l'échec de l'invasion de la Moravie. Le 10 août il accompagna Frédéric II de Silésie vers Dohna pour contenir l'invasion russe du Brandebourg. Le 22 août, il fit jonction avec les forces de Dohna à Manschnow, puis, deux jours après, occupa Darmietzel avec le bataillon de grenadiers 1/23, afin de sécuriser le franchissement de la rivière Mietzel. Le 25 août le régiment combattit à la bataille de Zorndorf où il constituait la 1re ligne de l'aile droite menée par le Comte de Dohna. Pendant la poursuite des unités russes en fuite, il s'empara de la plus grande partie du trésor, des bagages et de l'artillerie. Le 2 septembre, quand il devint clair que l'armée russe se retirait lentement vers Landsberg, Frédéric II assembla les troupes qu'il avait amenées de Silésie et partit pour la Saxe où sa présence était requise de toute urgence. Le 13 octobre, le régiment escorta Frédéric quand celui-ci se rendit personnellement à Weißenberg pour reconnaître les environs d'Hochkirch. Le 14 octobre il prit part à la bataille de Hochkirch pendant laquelle il était déployé en première ligne, entre Hochkirch et la brigade de cuirassiers d'Hans Joachim von Zieten. C'est lui qui se porta au secours des trois bataillons de grenadiers en difficulté pendant la bataille. Il repoussa plusieurs bataillons autrichiens avant d'être contourné par les Dragons wallons et submergé. 
En 1759, le régiment resta au camp de Schmottseiffen et ne prit part à aucune action.
Lors de la campagne Austro-Russe de Silésie, le régiment s'est battu à la bataille de Liegnitz le 15 août 1760. Il était alors déployé sur l'aile gauche. Le 17 septembre, il participa à la bataille de Hochgiersdorf. Et le 3 novembre, il prit part à la bataille de Torgau pendant laquelle il perdit environ 600 hommes, tués ou blessés, dont 15 officiers.
Le 21 juillet 1762, le régiment participa à la bataille de Burkersdorf, déployé sur l'aile droite sous le commandement du lieutenant-général Manteuffel. Entre août et septembre, il était présent au siège de Schweidnitz et faisait partie du corps de Manteuffel basé à Barsdorf jusqu'au 14 octobre.
Pendant la guerre, les grenadiers des compagnies d'aile étaient mélangés avec les grenadiers de régiment d'infanterie no 1 Winterfeldt, pour former le bataillon de grenadiers 1/23.

## Commandants du régiment
- 1713 : Paul Anton von Kameke
- 1716 : Jean Quirin de Forcade
- 1729 : Egidius Ehrentreich von Sydow
- 1743 : Wolf Alexander Ernst Christoph von Blanckensee (de)
- 1745 : Christophe II de Dohna-Schlodien
- 1748 : Friedrich Wilhelm Quirin von Forcade
- 1765 : Christian Ernst von Puttkamer (de)
- 1766 : Christoph Friedrich von Rentzell (de)
- 1778 : August Wilhelm von Thüna (de)
- 1786 : Stephan von Lichnowsky (de)
- 1796 : Christian Ludwig von Winning (de)

## Drapeaux

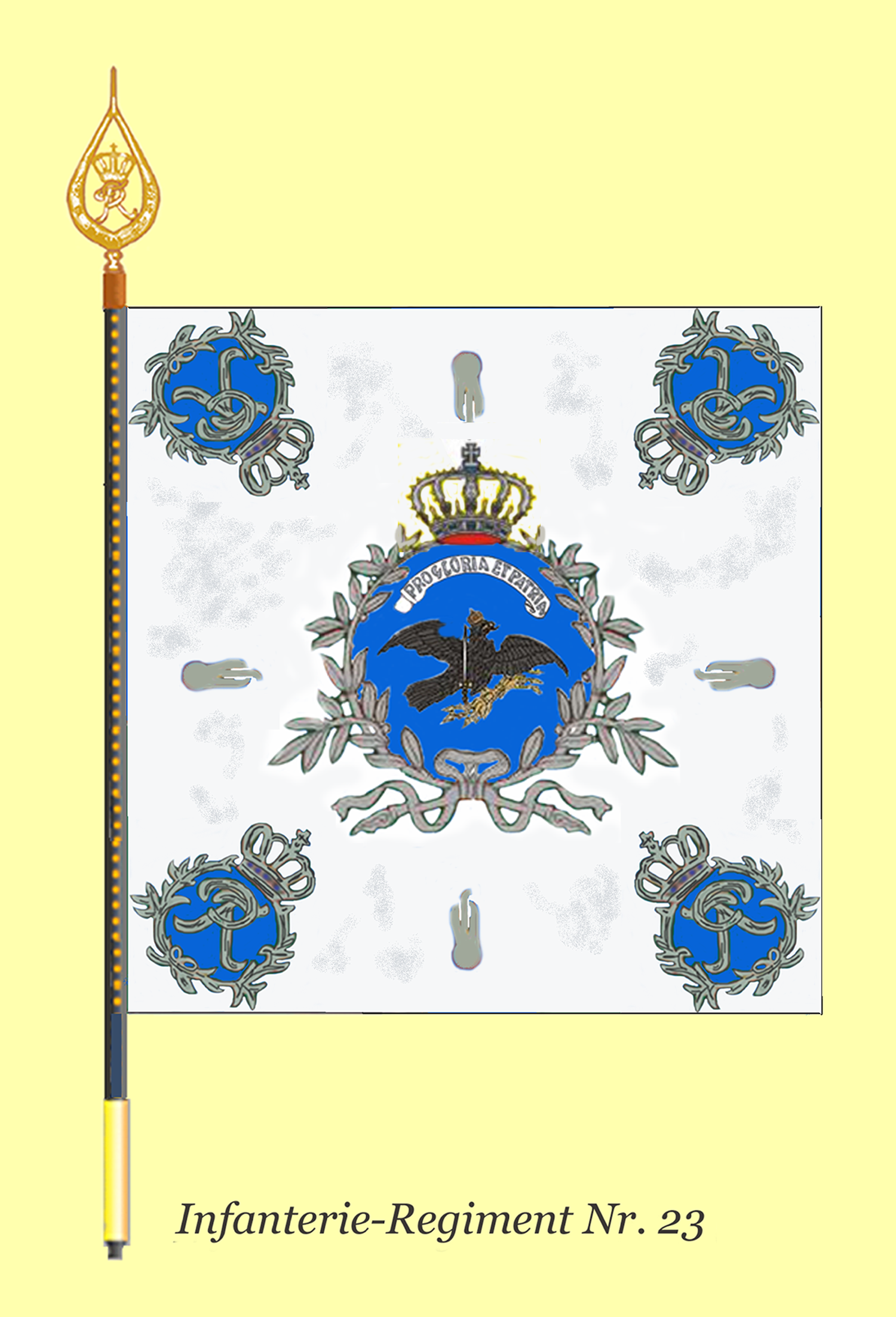
Drapeau du régiment

- Drapeau du colonel (Leibfahne): Champ blanc. Médaillon central blanc entouré d'un laurier argenté avec couronne d'argent. Un aigle noir tenant une épée et des éclairs surmonté d'un parchemin bleu sur lequel on peut lire la devise « Pro Gloria et Patria » en argent est placé dans le médaillon. Quatre monogrammes placés dans les coins : couronnes, lauriers et chiffre FR. Quatre grenades argentées dans le champ également.
- Drapeau du régiment (Kompaniefahnen) : semblable au drapeau du colonel mais le médaillon central et les quatre monogrammes de coin sont bleus et non blancs.

Les piques utilisées comme hampes sont de couleur noire.

## Dans la culture
Frédéric II de Prusse disait de ce régiment « Quand j'ai besoin de bons soldats, c'est ce régiment que je vais voir »[réf. nécessaire].
Il fut l'objet en 1906 d'un poème de Georg von Kries mis en musique par Hans Hertel.
| Texte original | Essai de traduction |
| --- | --- |
| Das Regiment Forcade hat nie ein Feind besiegt, obschon seit fünfzig Jahren im Wind sein Banner fliegt. Es brachte jeder Feldzug ihm neue Ehr' und Ruhm, und König Friedrich sagte: "Das nenn' ich Heldentum!". Und will ich Helden sehen, seh' ich dies Regiment! Doch Kriegesglück ist launisch, Nacht ist's, und Hochkirch brennt. Von allen Grenadieren steht auch nicht einer mehr. Es kämpft nur noch ein Junker und endlich fällt auch er. Das rote Herzblut fließet, die bleiche Lippe spricht: "Forcade ist nie gewichen, auch heute wichen wir nicht". | Le régiment Forcade ne fut jamais vaincu, Bien que depuis cinquante ans son drapeau flotte au vent. Il récolte à chaque campagne son lot de gloire et d'honneurs, et le roi Frédéric a dit : "Voilà de l'héroïsme". "Et si j'ai besoin de héros Je vais voir ce régiment !" Mais la chance du soldat a tourné, Cette nuit là, où Hochkirch brûlait. De tous les grenadiers il n'en reste pas un. Le Junker se bat seul et finit par chuter. Un sang rouge s'écoule de son cœur, Mais de ses lèvres pâles s'échappe : "Forcade n'a jamais abandonné, ce n'est pas aujourd'hui qu'on va nous l'enlever." |